# Modo Hockey

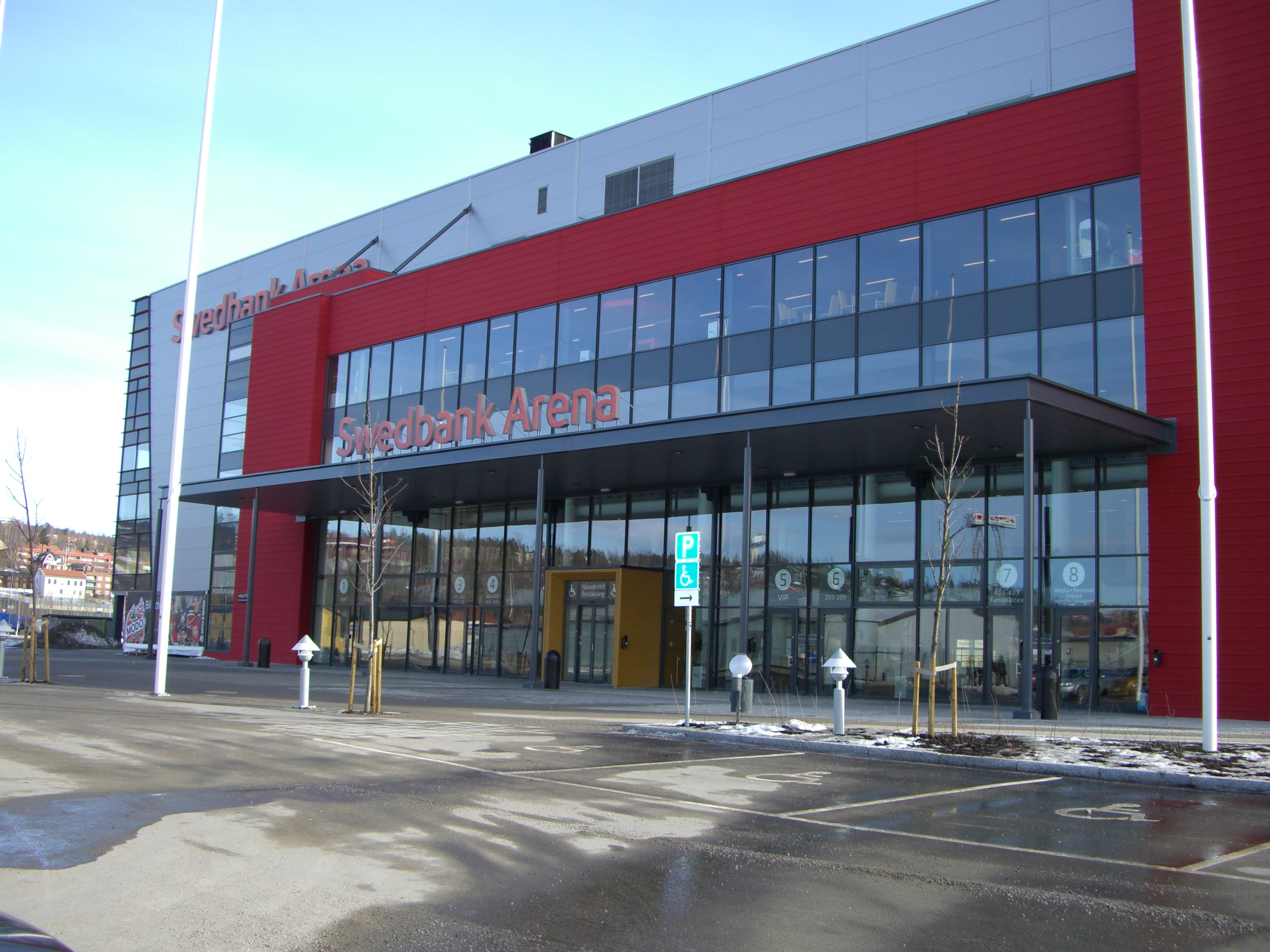
Fjällräven Center - widok z zewnątrz.

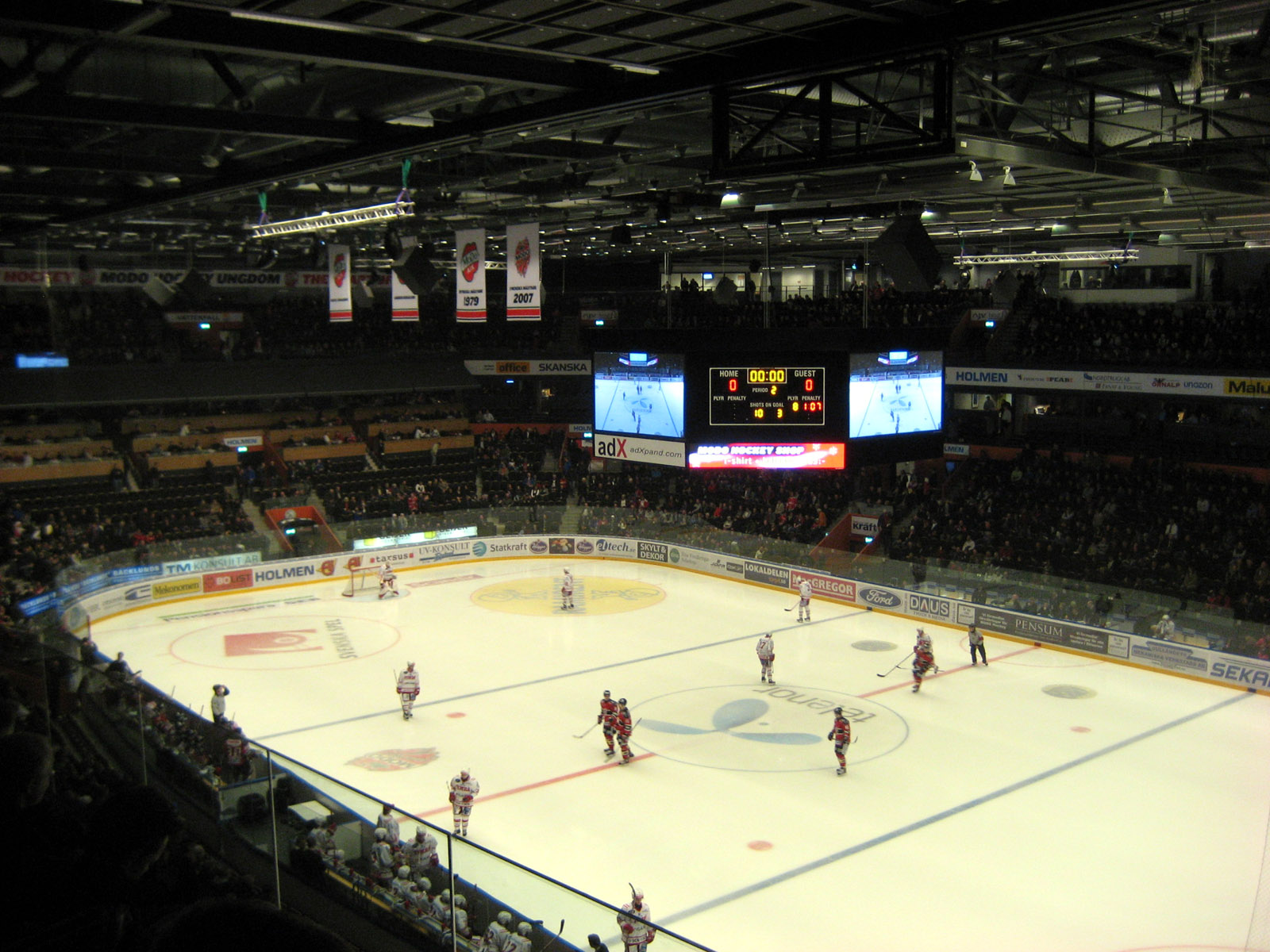
Fjällräven Center - podczas meczu.

Modo Hockey – szwedzki klub hokejowy z siedzibą w Örnsköldsvik, występujący w rozgrywkach SHL.

## Informacje ogólne
- Nazwa: MODO Hockey
- Data założenia: 1921
- Barwy: czerwono-czarno-biało-zielone
- Lodowisko: Fjällräven Center
- Pojemność: 7600

## Sukcesy
- Złoty medal mistrzostw Szwecji (2 razy): 1979, 2007[1]
- Srebrny medal mistrzostw Szwecji (4 razy): 1994, 1999, 2000, 2002

## Dotychczasowe nazwy
- Alfredshems IK (1921–1963)
- MoDo AIK (1964–86)
- MoDo Hockeyklubb (1987−1999)
- MODO Hockey (od 1999)

## Zawodnicy
W przeszłości w klubie występowali m.in.:
- Markus Näslund (obecnie menedżer generalny w klubie)
- Peter Forsberg (od 2011 zastępca menadżera generalnego w klubie)
- Daniel Sedin
- Henrik Sedin
- Victor Hedman